# ホワイト・アッシュ

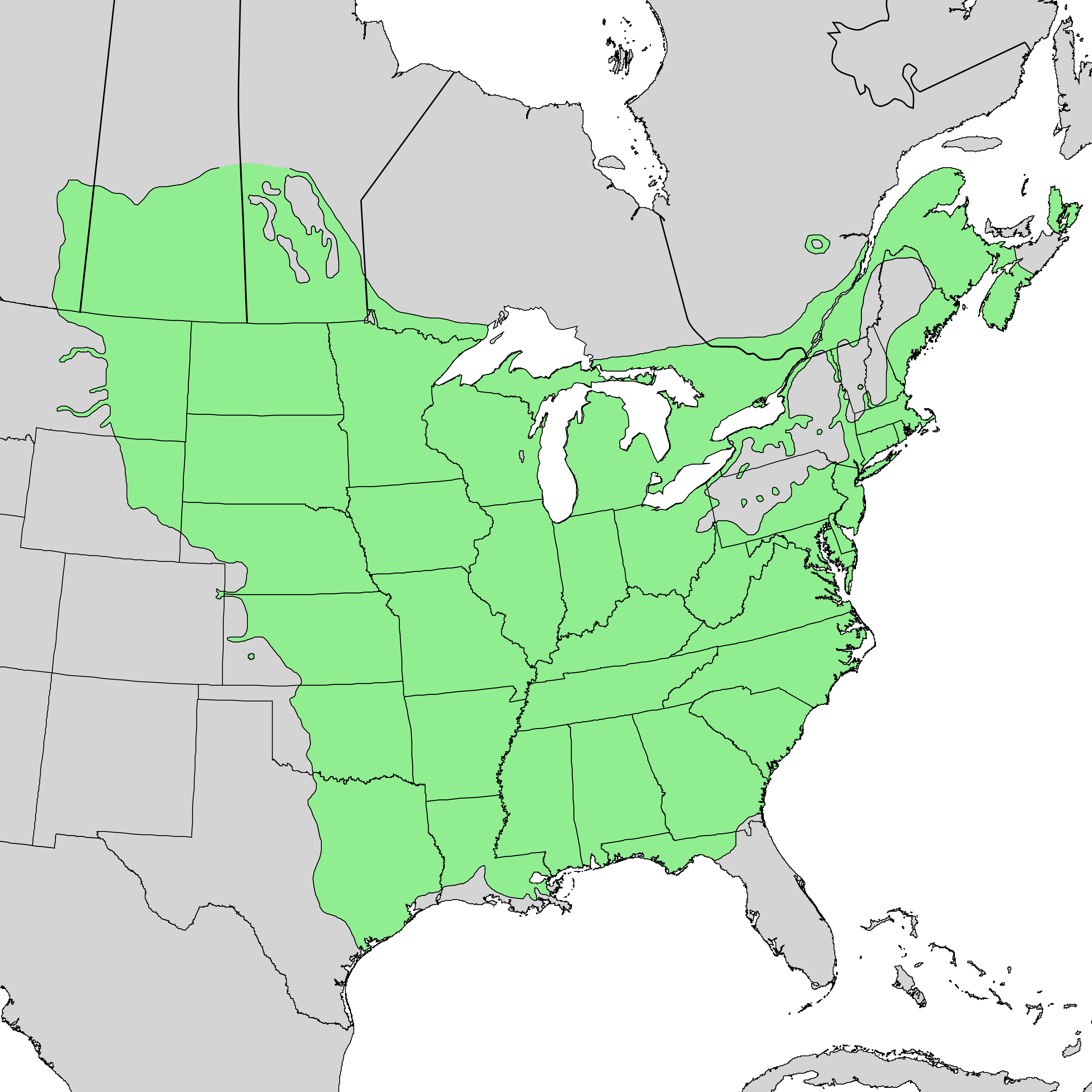
ホワイト・アッシュの生育地域

ホワイト・アッシュ（White Ash、学名：Fraxinus americana、別名：アメリカトネリコ、アメリカタモ、アメリカアッシュ）は、モクセイ科トネリコ属の落葉広葉樹。
材木として利用され、通常の場合「アッシュ」とだけ表記している場合をこの木材を指す事が多い。日本のヤチダモ、トネリコやシオジなどと近縁種である。主な生育地域はアメリカ合衆国南部から中西部全域およびカナダの一部。

## 材木の特徴
辺材は白色で心材は淡灰褐色。適度に硬く、重量がある。耐久性があり、加工しやすいが、乾燥によって狂いが生じやすい。
楽器に使った場合、低・高音域特性がよい。楢などと比較して安価であるが、木目が単調で美しさに欠ける。

## 材木としての利用方法
- 家具用材
- 建築用材
- 合板材
- 楽器用材
  - エレクトリック・ギターなどが主で、アコースティック・ギターでの使用例は稀である。
  - ヤマハ製コンサートウッドブロックに用いられている。他メーカーではローズウッド材やメイプル材で作られたものが存在する。
- 運動器具
  - 野球のバット
  - ボートのオール

## 亜種・代用材

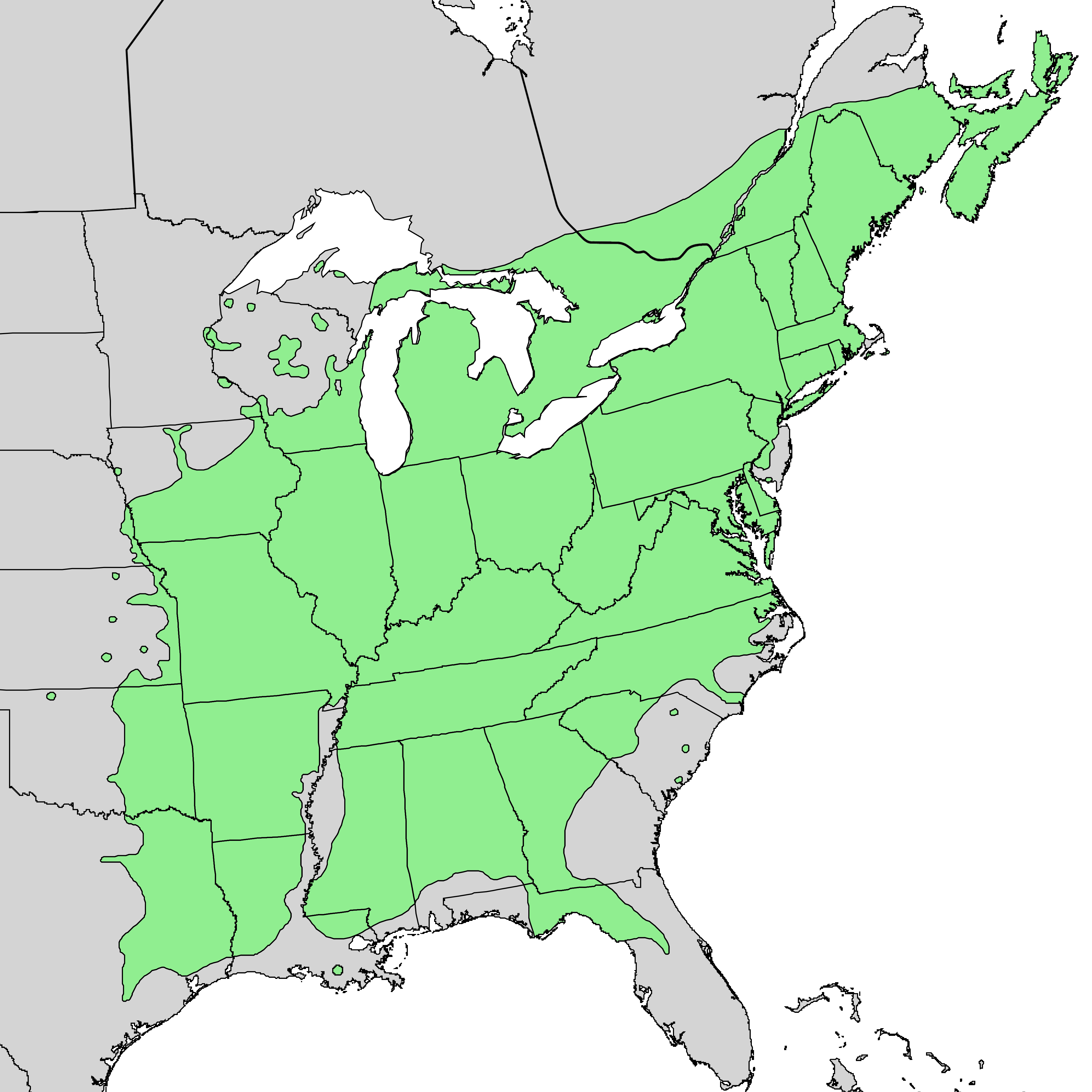
スワンプ・アッシュの生育地域

- スワンプ・アッシュ（Swamp Ash、学名：Fraxinus pennsylvanica)

ホワイト・アッシュの亜種で、生育地はアメリカ合衆国南部から中西部の湿地帯であり、地域的には被・包含関係となる(北部に存在しない)。ホワイト・アッシュと較べ生育が早い為、質量が軽く、強度も軟らかい。そのため、別名「ライト・ウェイト・アッシュ」とも呼ばれる。木目もやや細かくハッキリしている。エレクトリック・ギターおよびベースのボディ材として広く用いられる。高音域特性に優れ、音抜けがよく、シングルコイルピックアップとの相性が良い。
- センノキ

もしくは単純にセンとも呼ぶ。ホワイト・アッシュと同様の色調と木理をもつため、主に日本産のエレクトリック・ギターに代用材として用いられた。